# بير اولسون
بير اولسون (بالسويدية: Per Olsson)‏ (1 أغسطس 1963 السويد - ) هو لاعب كرة قدم سويدي، يلعب كمهاجم.

## مسيرته

### مسيرته مع الأندية
- 1984 - 1985 لعب مع نادي مالمو 17 مباراة سجل خلالها 7 أهداف.